# Марківка (Білицька селищна громада)
Маркі́вка — село в Україні, у Білицькій селищній громаді Полтавського району Полтавської області. Населення становить 487 осіб. Колишній центр Марківської сільської ради.

## Географія
Село Марківка знаходиться на березі річки Великий Кобелячок, вище за течією на відстані 3 км розташоване село Великий Кобелячок, нижче за течією примикає село Дрижина Гребля. За 10км знаходится залізнична станція Кобеляки. На річці велика загата. Поруч проходить автомобільна дорога Н31.

## Історія
Перша згадка про Марківку є в документах за 1784 рік, де сказано що з цього часу вона стала вважатися селом.
Під час Другої Світової війни в Марківці створена підпільна група, яку очолили І. Я. Ємець та В. Й. Кравченко. Нацистам вдалося схопити підпільників, вся група загинула.
12 червня 2020 року, відповідно до розпорядження Кабінету Міністрів України № 721-р «Про визначення адміністративних центрів та затвердження територій територіальних громад Полтавської області», село увійшло до складу Білицької селищної громади.
19 липня 2020 року, в результаті адміністративно - територіальної реформи та ліквідації  Кобеляцького району, село увійшло до складу новоутвореного Полтавського району.

## Загальна інформація
У селі знаходиться Марківське водосховище, яке побудували 1961 року. Його площа — 268 га, довжина — 7,8 км. Середня ширина — 345 м, максимальна — 1,2 км. Середня глибина — 1,7 м, максимальна — 3,5. с. Марківка, вул. Молодіжна, 1 Сільське відділення поштового зв'язку Марківка ЦОС № 6 Полтавська дирекція Українського державного підприємства поштового зв'язку «Укрпошта». Поштовий індекс 39210 26 червня 2012 р. у с. Марківка Кобеляцького району урочисто введено в експлуатацію після капітального ремонту дитячий садочок «Віночок» місцевого навчально-виховного комбінату. Участь у відкритті взяли начальник Головного управління інформаційної та внутрішньої політики облдержадміністрації М.Перепелиця, голова Кобеляцької райдержадміністрації А.Таранушич, секретар Кобеляцької районної ради В.Мірошниченко, голова Громадської ради при облдержадміністрації В.Голуб, представники Громадської ради при облдержадміністрації, громадських рад районів області, громадськість району. На ремонт об'єкту з різних джерел використано 128 тис. грн. Дитячому садку передано численні подарунки від Голови Державного агентства резерву, О.Лелюка, місцевої влади, місцевих спонсорів. Від Громадської ради при облдержадміністрації, Полтавського обласного відділення Національного олімпійського комітету України, Об'єднання Церков «Світло життя» у Полтавській області вихованцям дитсадочку передано футбольні, волейбольні та баскетбольні м'ячі, набори для бадмінтону, набори для дитячої творчості, канцтовари.
На території знаходится Іоанно-Предтеченська церква (Марківка).

## Відомі люди

### Народились
- Рубель Марія Іванівна — українська радянська діячка, директор Богданівської початкової школи Кобеляцького району Полтавської області, заслужений вчитель УРСР. Депутат Верховної Ради УРСР 2—3-го скликань.

## Галерея

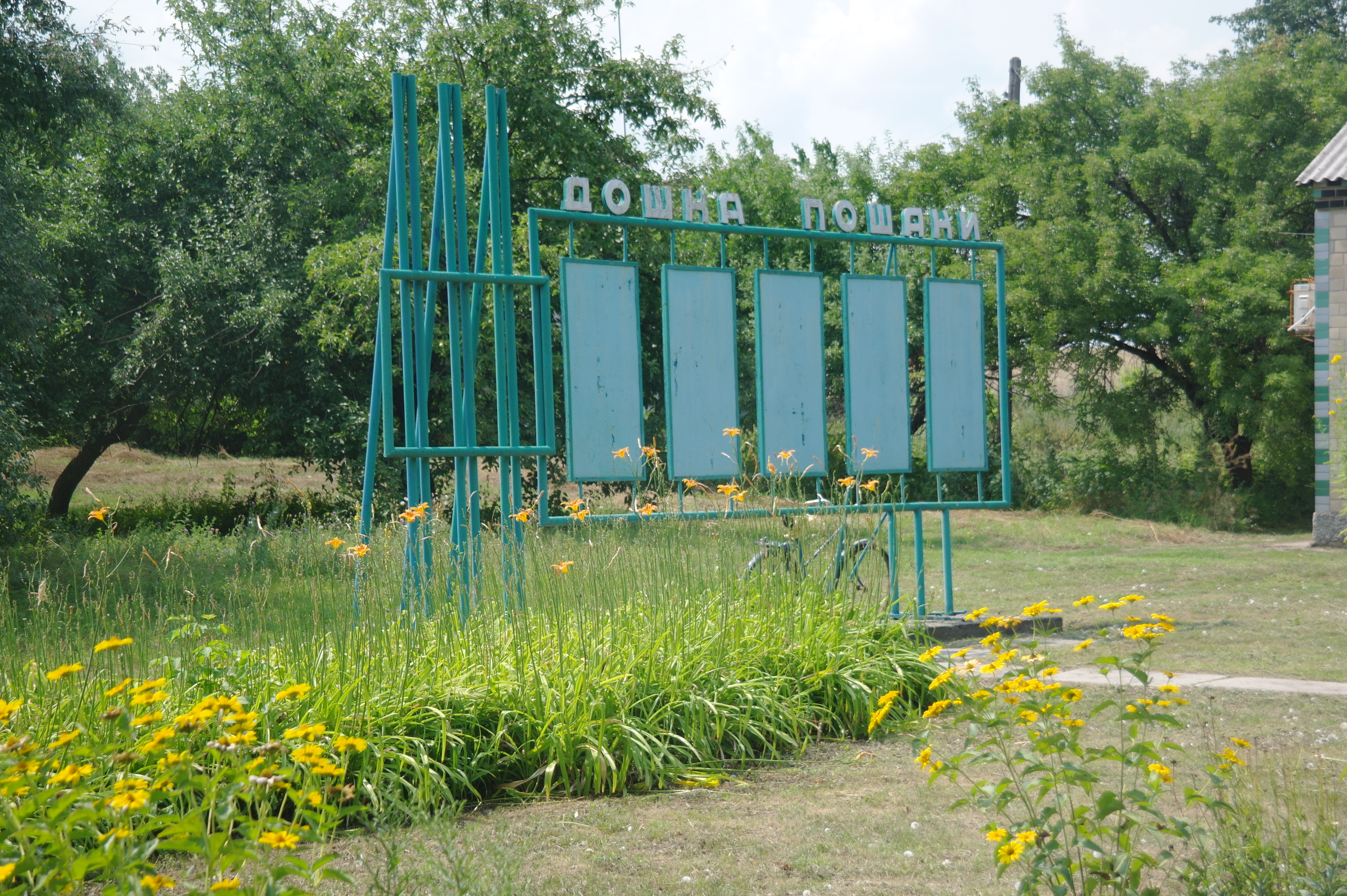
Дошка пошани
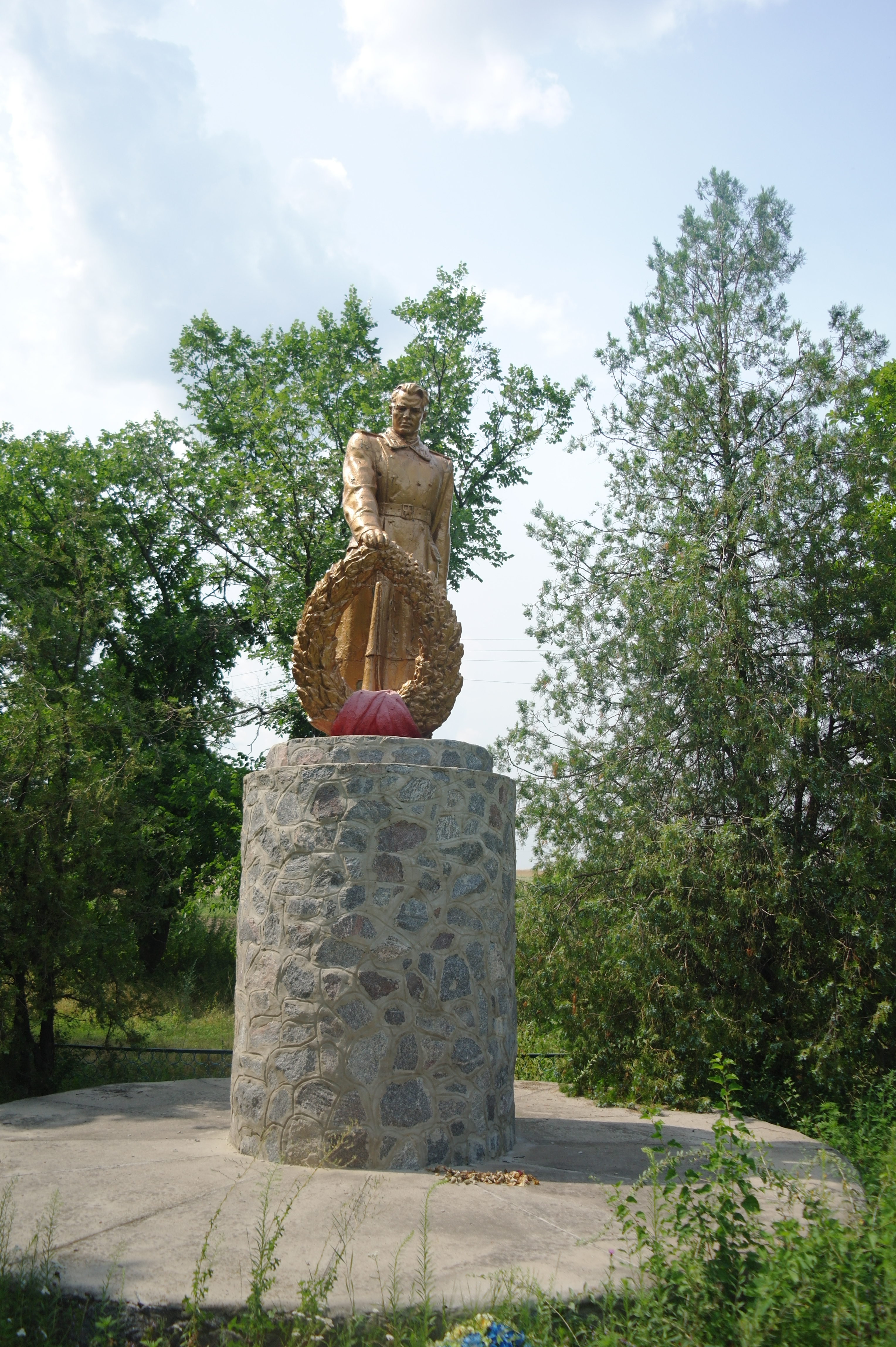
Пам'ятник до ДСВ
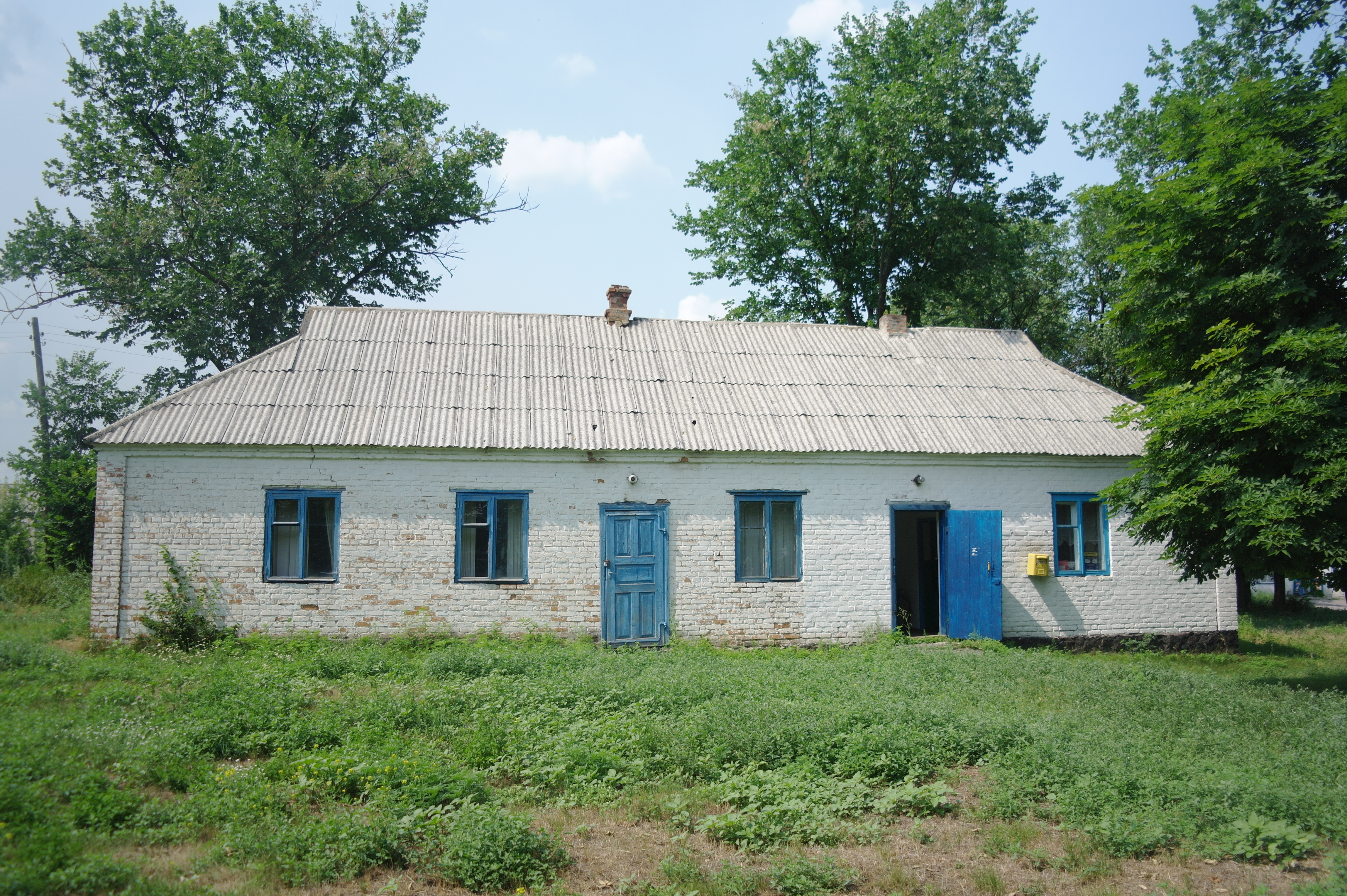
Пошта
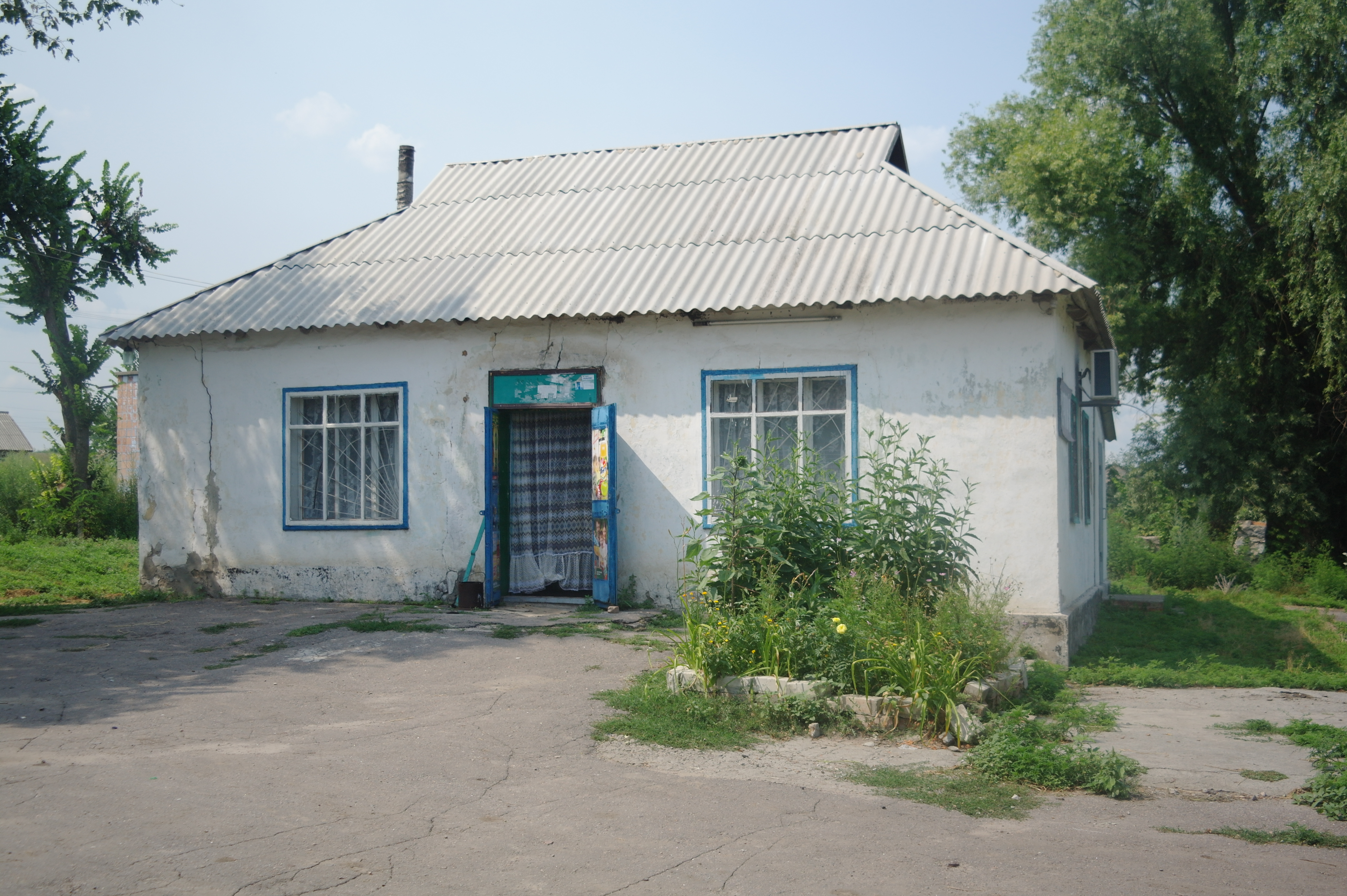
Магазин
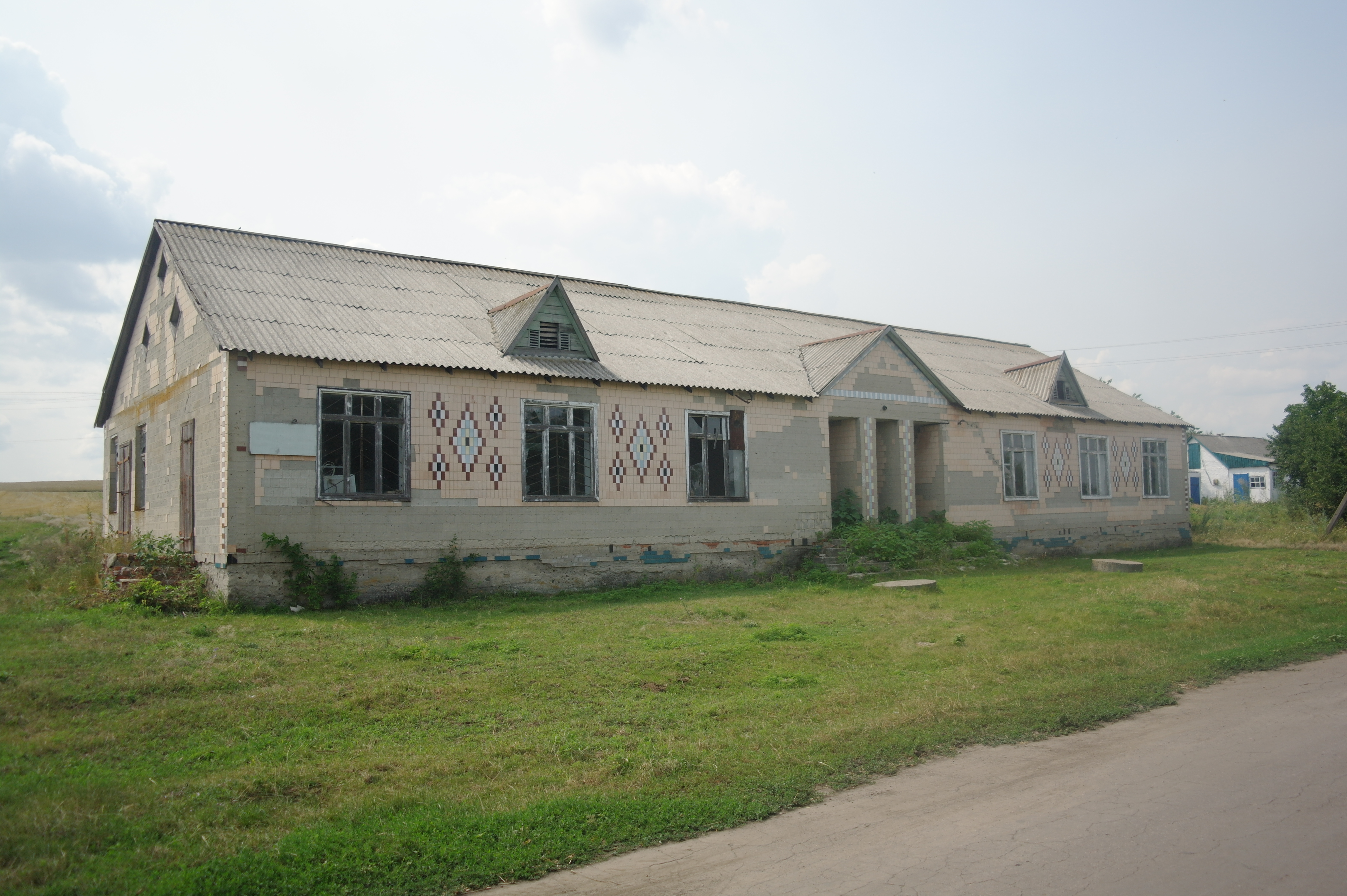
Контора
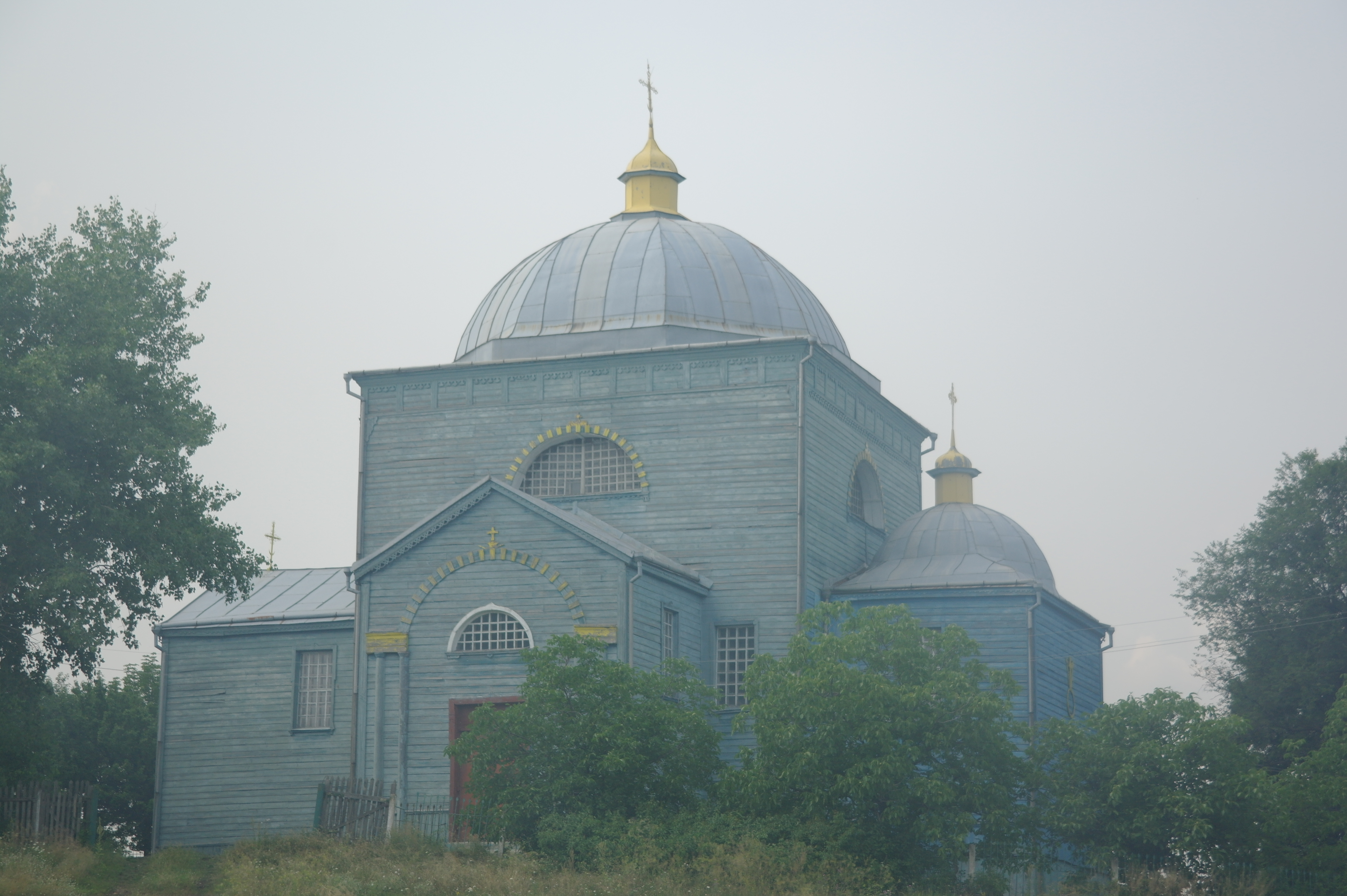
Іоанно-Предтеченська церква
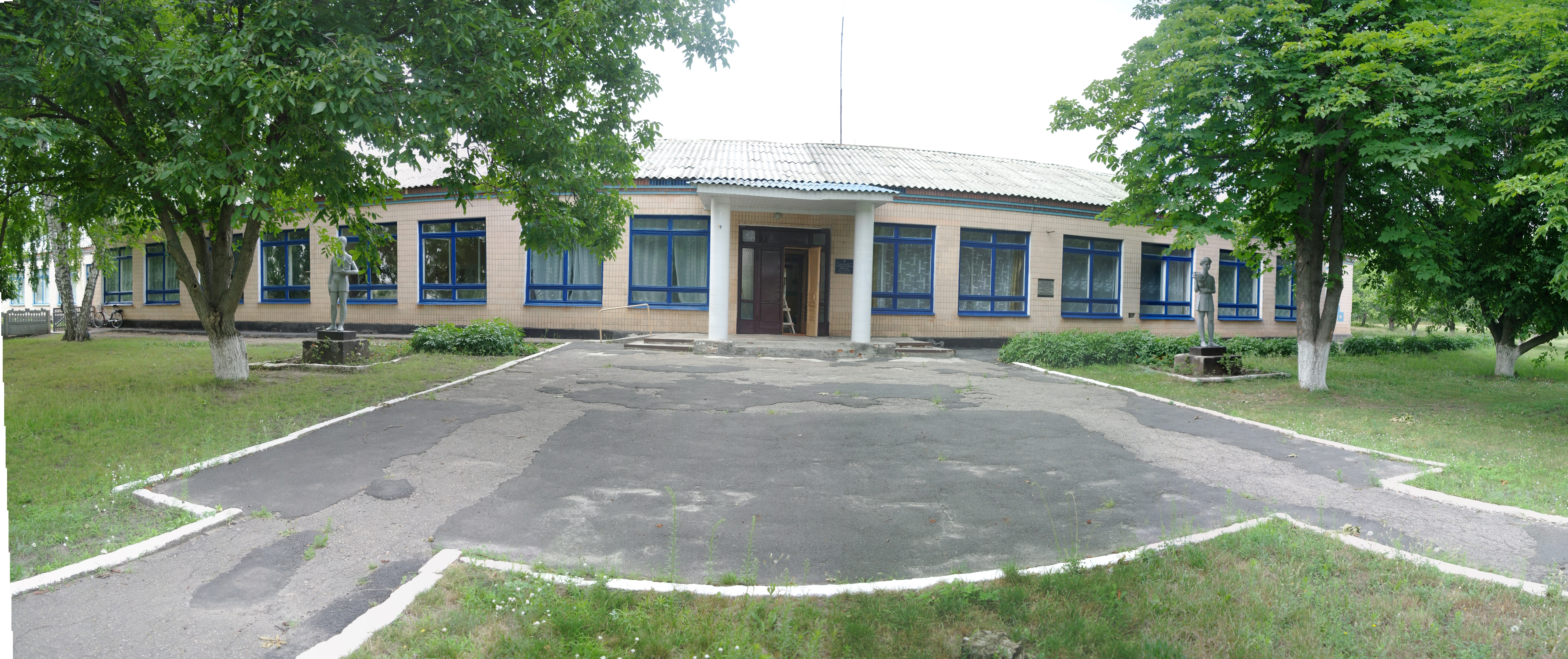
Школа
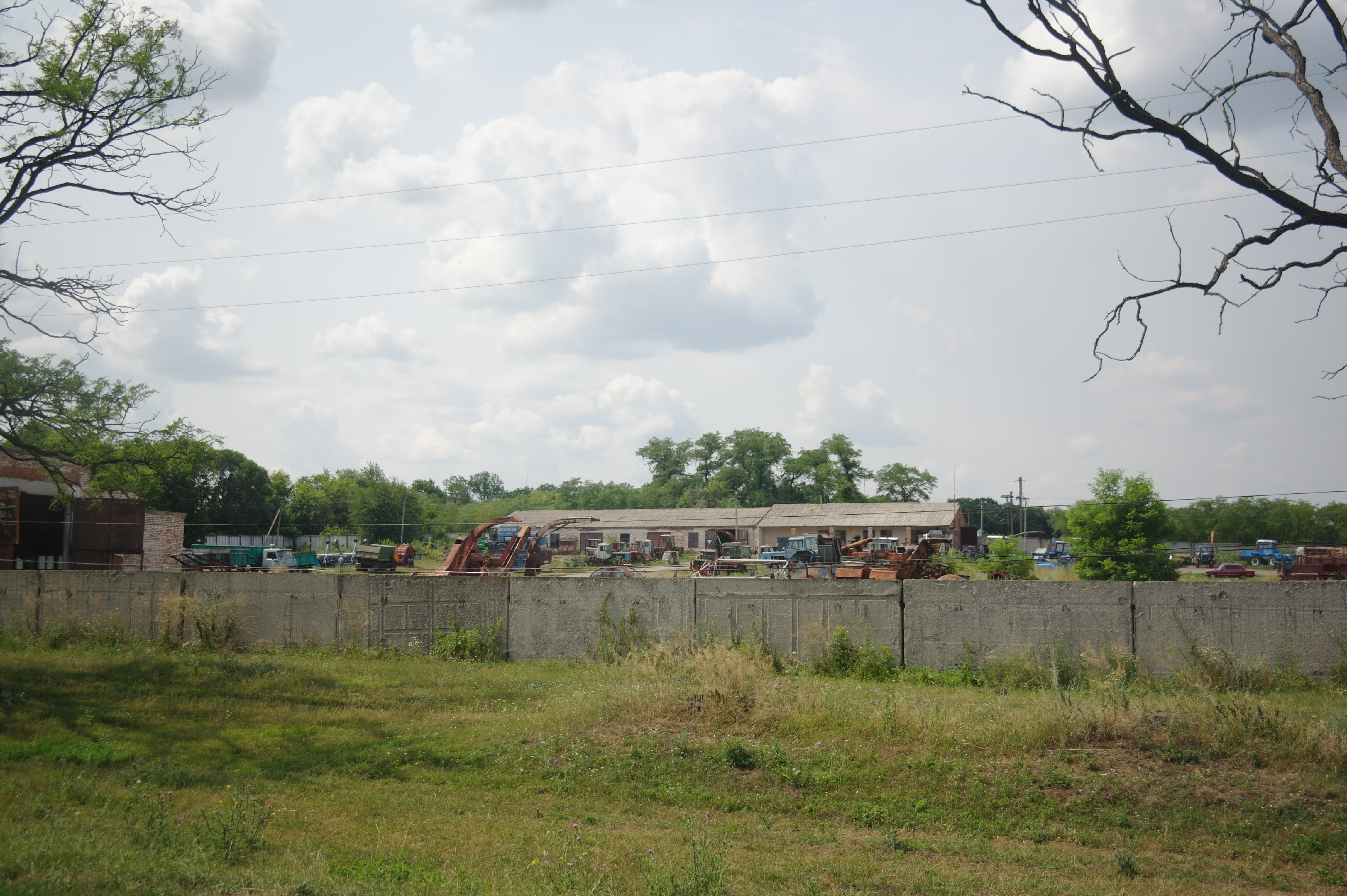
Сільське господарство
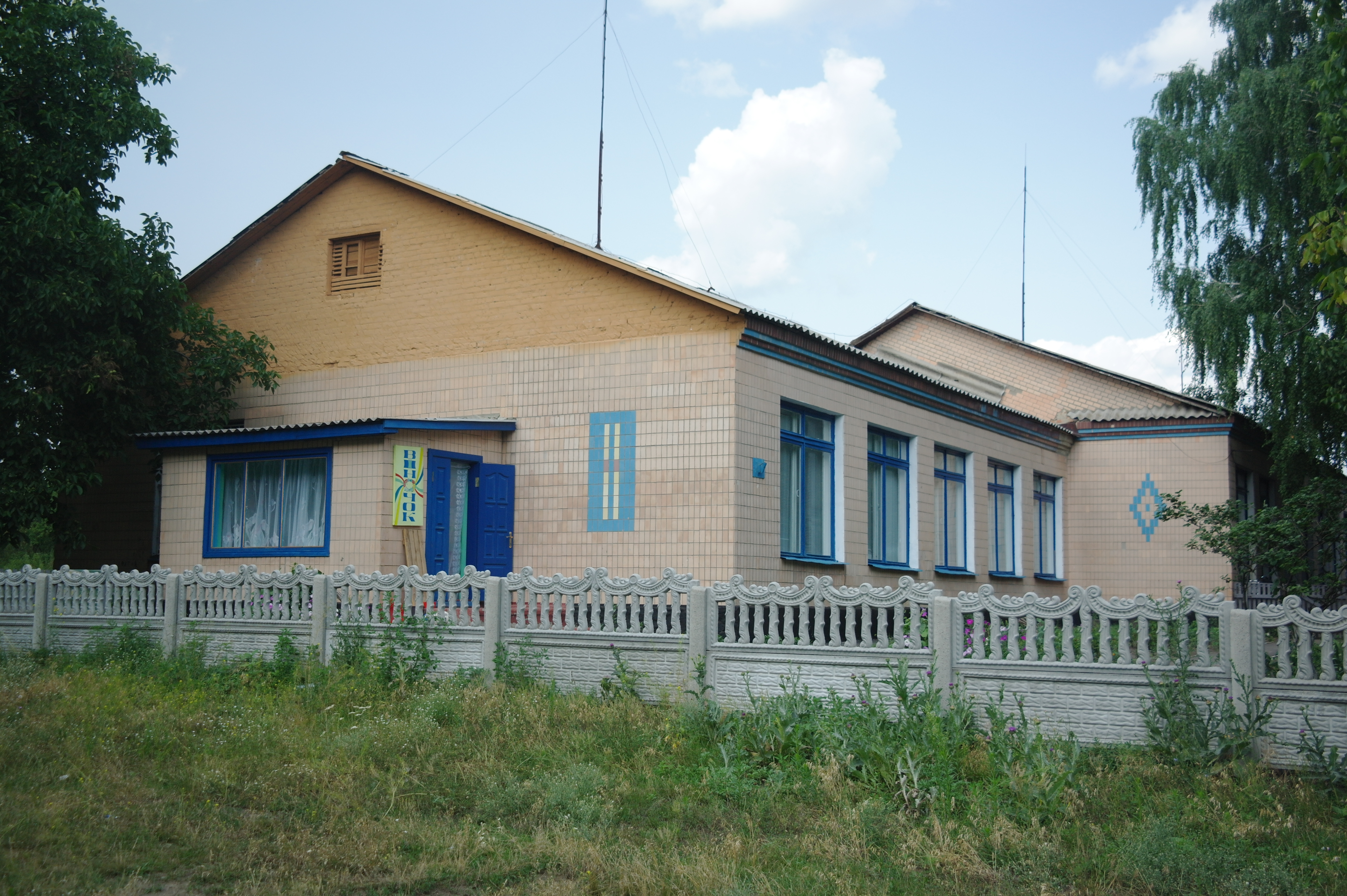
Садочок
Марківка - Дамба річки Кобелячок
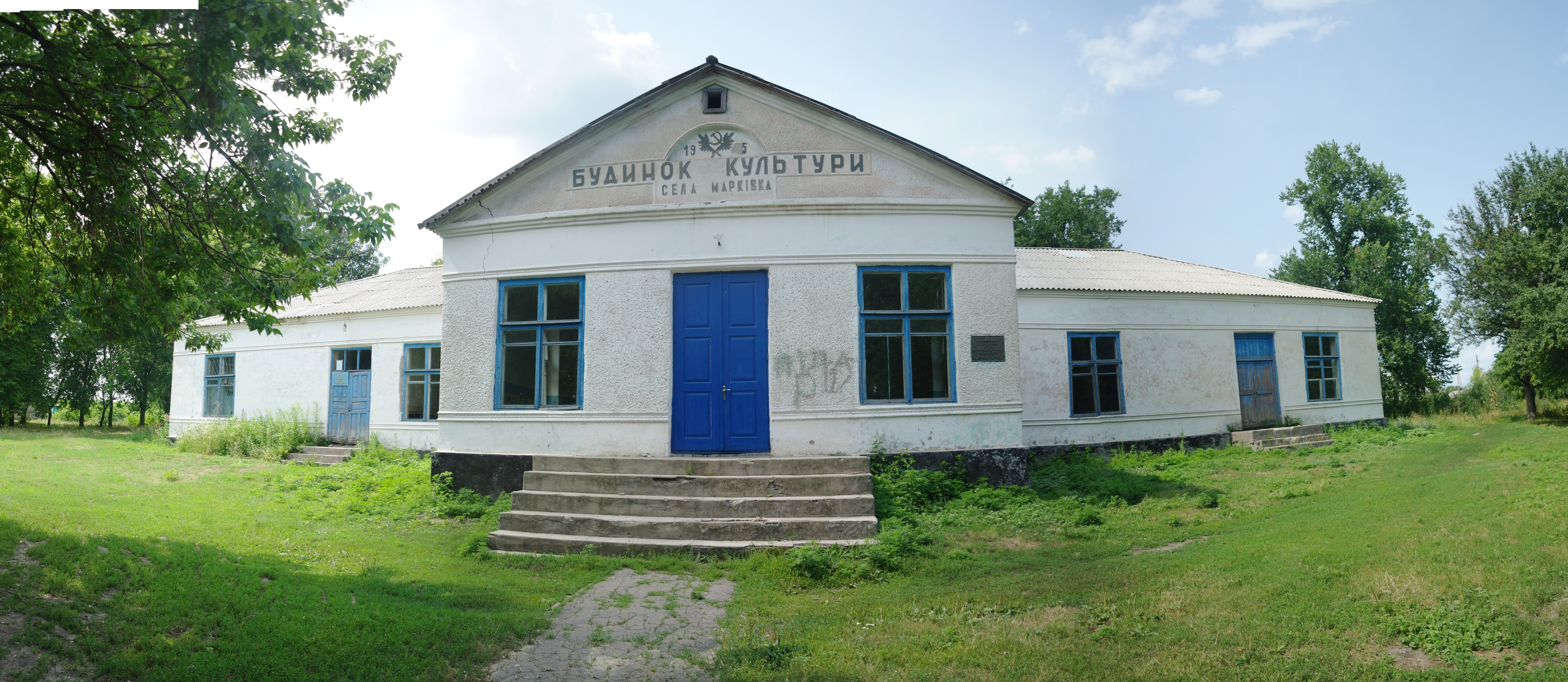
Будинок культури